# IIE železov meteorit
IIE železov meteorit je vrsta kovinskega meteorita.
Te vrste meteoriti so oktaedriti. Veliko jih vsebuje številne vključke rekristaliziranih silikatov.
Njihova mineralna zgradba in razmerje med kisikovimi izotopi je zelo podobna kot pri H hondritih, kar daje slutiti, da izvirajo iz istega starševskega telesa. Najbolj primeren kandidat zanj je asteroid tipa S 6 Heba
Leta 2002 je bilo znanih samo 18 meteoritov te vrste.